# Acacia conzattii
Acacia conzattii é uma espécie de leguminosa do gênero Acacia, pertencente à família Fabaceae.